# هور أباد السفلي (بيش كوه زلاغي)
هور أباد السفلی (بالفارسية: حرآباد سفلی) هي قرية تقع في إيران في قسم بیش کوه زلاغي الریفي. يقدر عدد سكانها بـ 184 نسمة .